# 埃斯特万·德·毕尔巴鄂·埃吉亚
埃斯特万·德·毕尔巴鄂·埃吉亚（西班牙語：Esteban de Bilbao Eguía，1879年1月11日—1970年9月23日），是西班牙的律师、长枪党政治人物。毕尔巴鄂作为同情卡洛斯主义的保王派人士在内战期间加入了佛朗哥阵营，并在战后担任司法大臣，任内他主持建立了欧洲最具管制性的司法体系之一。其后他于1943年3月出任众议院议长，直到1965年9月因年事已高而卸任。

## 延伸阅读
- Martin Blinkhorn, Carlism and Crisis in Spain 1931-1939, Cambridge 1975, ISBN 9780521207294
- Julian Casanova, Francisco Espinosa Maestre, Conxita Mir, Francisco Moreno Gómez, Morir, matar, sobrevivir: la violencia en la dictadura de Franco, Barcelona 2004, ISBN 8484325067